# 6-APB
La 6-APB (nome chimico 6-(2-amminopropil)benzofurano ma conosciuto colloquialmente anche col nome di benzofury) è una sostanza psicoattiva appartenente alla classe delle feniletilammine dagli effetti psicostimolanti ed e empatogeni sviluppata nel 1993 dal farmacologo americano David Nichols come analogo non neurotossico dell'MDMA (ecstasy) da utilizzare come adiuvante della terapia psicologica (attualmente l'MDMA è in sperimentazione nel trattamento di alcuni disturbi psichiatrici). 
Ad oggi non è stata ancora sperimentata in ambito clinico ma negli ultimi anni è divenuta popolare come stupefacente per i suoi effetti molto simili a quelli dell'ecstasy e per essere tecnicamente una sostanza non controllata e quindi legale in molti stati. In Italia è stata prontamente inserita nella tabella 1 delle sostanze controllate.

## Farmacologia

### Farmacodinamica
Il 6-APB agisce come un inibitore del reuptake delle monoamine serotonina, noradrenalina e dopamina con una affinità Ki per i rispettivi trasportatori di 150, 2698 e 117 nM; agisce inoltre come releaser delle suddette monoamine in analogia all'MDMA; è poi un potente agonista del recettore serotoninergico 5-HT2B (Ki = 3.7 nM). Possiede poi una affinità per il recettore α2C-adrenergico (Ki = 45 nM) e 5-HT2A, ma tale attività è modesta e di scarso significato.
Tale attività farmacologica, porta all'accumulo nel vallo sinaptico dei neurotrasmettitori monoamminici, e sono i responsabili dei suoi effetti psicoattivi.

### Farmacocinetica
La farmacocinetica del 6-APB non è stata studiata in dettaglio, per cui le informazioni sono per lo più ottenute dai report dei consumatori, che sembrano indicare dosaggi attivi tipici di circa 100 mg.

#### Metabolismo e tossicità
Il metabolismo di tale composto non è stato studiato in dettaglio. Studi su cavie indicano che il metabolismo di fase 1 comporti l'idrossilazione dell'anello furanico, seguita dalla riduzione ad aldeide insatura che può essere ossidata ad acido o ridotta ad alcol; quindi il metabolismo di fase 2 che coinvolge una glucuronazione.
La tossicità di tale composto non è stata studiata. È stato appositamente sviluppato in modo da evitare la formazione dei metaboliti neurotossici dell'MDMA, in particolare alfa-metil dopamina, non sono tuttavia stati condotti studi per studiare il reale profilo di sicurezza della sostanza e le conoscenze attuali derivano quasi esclusivamente dai report dei consumatori. Il potente agonismo al recettore 5-HT2B può comportare il rischio di valvulopatia, in analogia al farmaco fenfluramina, dopo uso cronico della sostanza. L'azione sul recettore 5-HT2A può invece potenzialmente incrementare il rischio di vasocostrizione e ipertensione. Non sono presenti indizi di citotossicità.

## Effetti
Gli effetti sono descritti come molto simili a quelli dell'MDMA con senso di felicità diffusa, ansiolisi, entactogenesi e connessione emotiva, incremento della socievolezza, stimolazione fisica. Gli effetti insorgono lentamente a partire, in genere, da dopo 20 minuti dall'assunzione orale per raggiungere il picco in 3-4 ore per poi diminuire molto lentamente permanendo anche per 12 ore. Non sembra possedere i pesanti effetti di hangover di altre sostanze dagli stessi effetti, come l'ecstasy.
Gli effetti collaterali non sono stati studiati e le conoscenze attuali derivano dai report dei consumatori e di quelli derivanti dai ricoveri a seguito dell'uso della sostanza. Possono presentarsi insonnia, deidratazione, ipertermia, scarso appetito, aritmia, tensione mandibolare ed in alcuni soggetti sintomi psichiatrici come ansia e paranoia. Gli effetti collaterali riscontrati nei casi di ricovero sono stati allucinazioni, psicosi, effetti simpaticomimetici (ipertensione, tachicardia). Tuttavia in molti di questi casi era stata rilevata la co-assunzione di altre sostanze psicoattive o dosaggi elevati. Sono stati documentati alcuni casi di morte in cui è stata però rilevata la coassunzione di altri stupefacenti che possono aver contribuito alla tossicità.